# 科西 (科托夫斯克區)
47°41′22″N 29°29′52″E / 47.68944°N 29.49778°E
科西（烏克蘭語：Коси）是位於烏克蘭西南部的村莊，由敖德萨州波季利斯克区的庫亞利尼克市鎮負責管轄。該村始建於1787年，面積1.85平方公里，海拔高度115米，2001年人口1,012，人口密度每平方公里547.03人。